# Betlémské světlo
Betlémské světlo (německy ORF-Friedenslicht aus Bethlehem, slovensky Betlehemské svetlo, polsky Betlejemskie Światło Pokoju, anglicky Peace Light of Bethlehem nebo Peace Light from Bethlehem, francouzsky Lumière de Bethléem, italsky Luce della Pace da Betlemme) je plamínek zapalovaný každoročně před Vánoci v betlémské jeskyni, v níž se podle tradice narodil Ježíš Kristus, a rozvážený skauty do řady míst v mnoha evropských a také několika amerických zemích. Zpravidla bývá nejprve letecky dopraven do Vídně, odkud se dále šíří většinou po železnici.

## Historie

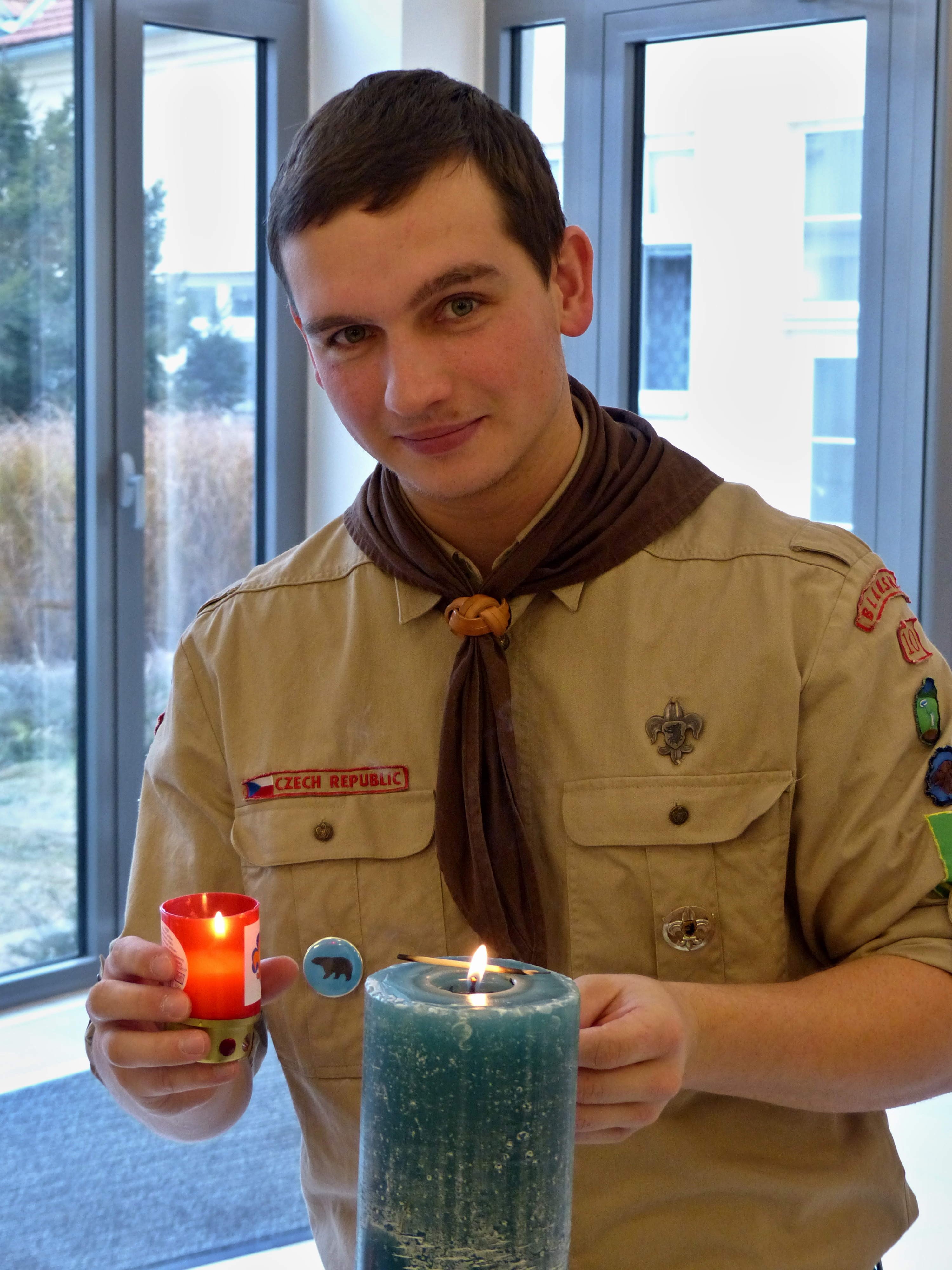
V Blansku v roce 2013

### Středověká legenda
Na přelomu 11. a 12. století okupovaly turecké kmeny Seldžuků část Malé Asie a Svatou zemi, ve které se narodil a zemřel Ježíš Kristus, a znemožnily tak křesťanům navštěvovat tato posvátná místa. Proto rytíři na výzvu papeže Urbana II. zorganizovali křížové výpravy do Palestiny. Nejprve osvobodili Betlém, kde se Ježíš Kristus narodil, a později i Jeruzalém, kde zemřel. Křižáci uskutečnili celkem osm výprav, ale pouze jediná se dostala až do Jeruzaléma. Legenda praví, že jeden mladý rytíř se zapřísahal, že pokud se vrátí domů z křížové výpravy, tak do svého rodného města Florencie přinese plamínek ohně z betlémské baziliky. Věřilo mu však pouze málo lidí, protože z křížových výprav se vrátil jen málokdo. V Palestině kromě bitev hrozilo i nebezpečí nákazy cizími chorobami. Po třech letech, těsně před Vánocemi v roce 1099 dorazili otrhaní mladíci do Florencie, kde v jejich čele stál jeden se zapálenou svící s plamenem. Všichni přísahali, že plamínek pochází z Betléma a zmíněný rytíř jej nesl v dobrých i zlých dobách po poušti i po moři jen pro to, aby splnil svůj slib. Svíci umístil v kostele, odkud si pak plamínek chodili zapalovat i další obyvatelé. Ve středověku to byl první i poslední plamen z rodiště Ježíše Krista.

### Novodobá historie

#### Vznik novodobé tradice
V rámci akce Světlo ve tmě byl plamínek světla představen rakouskou umělkyní Adou Brandstetterovou (roz. Kusch *1933 Planá u Tachova) z Nussdorfu. Ada si vzpomněla na oslavu Vánoc ze svého dětství, kdy si z kostela odnášela zapálenou svíci jako symbol míru. Plamínek světla byl zapálen v předvánoční době v rodné jeskyni Ježíše Krista v Betlémě a následně byl přepraven v nevýbušné lampě letadlem do Vídně. Odtud byl a i nadále je rozesílán do dalších zemí. S myšlenkou Betlémského světla pak přišla rakouská veřejnoprávní televize ORF, která organizovala vánoční sbírku pro postižené děti. Pro ozvláštnění sbírky vymyslela to, že by mohla poslat jedno tělesné postižené dítě letadlem do Betléma, aby zapálilo svíci v betlémské bazilice a letadlem převezlo zpět do Lince.
V roce 1988 přišel s myšlenkou rozsáhlé distribuce betlémského světla skautský vůdce Herbert Grünwald. Byl inspirován myšlenkou mírového světla, se kterou přišla právě Ada Brandstetterová. Od roku 1989 tak Herbert Grünwald každoročně pořádá ve Vídni ekumenický obřad, na kterém je plamen míru předáván delegacím skautů z celého světa.

#### Poprvé v ČSSR
23.12.1989 Betlémské světlo do ČSSR poprvé přivezl oddíl bratří Revilliodových / 43.WPuP, který působil jako součást Českého a slovenského exilového skautingu a zároveň jako 43.oddíl Vídeňských skautů a skautek (v rámci této organizace působí také Herbert Grünwald), pod vedením Radka Pavlovce a Ludmily Pavlovcové. Oddíl přivítali skauti z Prahy a Nové Paky. Jedním z organizátorů setkání byl starosta Junáka Antonín Sum. Skauti společně Betlémským světlem zapálili svíčku na hrobu Antonína Benjamina Svojsíka, zakladatele českého junáctví.

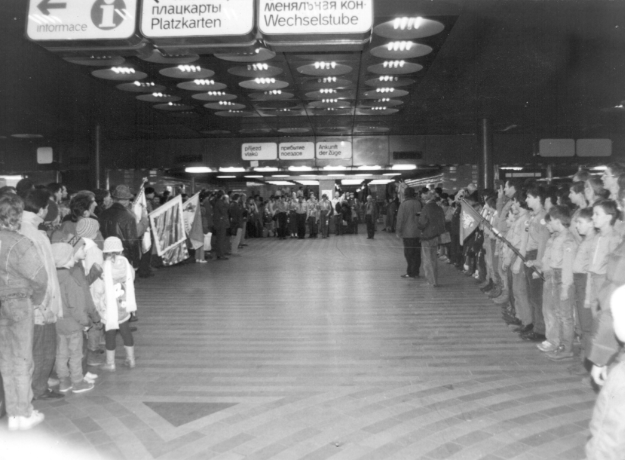
Hlavní nádraží v Praze 23.12.1989

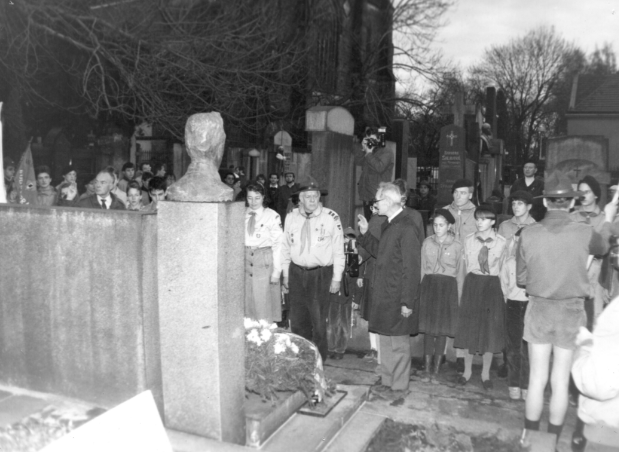
U hrobu A.B.Svojsíka 23.12.1989

#### Další šíření
Od roku 1990 se plamen míru rozšířil do dalších zemí východní Evropy, kde se používá označení Betlémské světlo. Slovenští skauti přebírají světlo ve Vídni a na hraničním přechodu Lysá Poľana je předávají polským skautům. Po bohoslužbě v Bukowině Tatrzańské je Betlémské světlo rozšířeno po Polsku a následně je předáváno do sousedních zemí jako jsou Litva, Bělorusko, Ukrajina a Rusko. Podobně to funguje i s přesunem plamene do dalších zemí.
V roce přijetí Rakouska do Evropské unie (1995) přinesl rakouský poslanec evropského parlamentu Paul Rübig tradici zapáleného světla z Betlému do Evropského parlamentu ve Štrasburku, kde se každý rok rozsvěcí světlo pro občany celé Evropy. Stále častěji hornorakouské děti Světlo míru předávají významným německým nebo světovým politikům. Bylo předáno José Manuelovi Barrosovi nebo Heinzovi Fischerovi. V adventním čase v roce 2001 bylo přítomno i na Ground Zero v New Yorku. Bylo předáváno papeži Benediktu XVI. a později i papeži Františkovi. 
Běžně je světlo přinášeno z Betléma, v roce 2001 však z důvodu nebezpečné situace v oblasti Betléma bylo přepraveno z Izraele. V roce 2012 byla kvůli k tehdejšímu blízkovýchodnímu konfliktu bezpečnostní situace natolik nepříznivá, že pouť, která doprovází světlo, musela být zrušena. Světlo bylo tehdy doneseno arabskými dětmi, stejně jako již třikrát v minulosti, přineseno do Tel Avivu, odkud bylo převezeno letadlem do Rakouska.

### Šíření do jiných států
- 1989 – Československo, Polsko, Maďarsko, Rumunsko
- 1990 – Slovensko
- 1991 – Slovinsko, Kréta
- 1992 – Itálie, Ukrajina
- 1993 – Lichtenštejnsko, Srbsko
- 1994 – Lucembursko, Lotyšsko, Litva
- 1995 – Švédsko
- 1997 – Wales, Skotsko, Irsko, Belgie
- 1999 – Španělsko
- 2001 – Spojené státy americké, Grónsko, Island
- 2003 – Francie
- 2009 – Kanada

## Jednotlivé státy

### Česko
Betlémské světlo rozvážejí v Česku skauti vlakem. Světlo je nejprve z Vídně přepraveno do Brna, odkud se řada menších skupinek rozjíždí do celé země. Ve větších městech světlo distribuují též speciální historické tramvaje. Světlo pak bývá dostupné na různých veřejných místech, například kostelích nebo knihovnách. V roce 2019 šlo o celkem 1 500 míst. S popularitou šíření Betlémského světla stoupá také počet vlakových zastávek a tras, kde je světlo předáváno na nádražích. V roce 2022 bylo světlo např. poprvé rozdáváno na trase vlaku Ostrava-Český Těšín. 

### Rakousko
Světlo míru je převezeno letadlem na letiště v Linci. V předvečer třetí adventní neděle je předáváno ve Vídni skautským delegacím z celé Evropy. V Rakousku je Světlo míru umístěno v všech regionálních studiích ORF, v kostelích, v budovách Červeného kříže, na železničních stanicích, v budovách Samaritánské agentury, v hasičských zbrojnicích a ve skautských klubovnách.